# Filippa Giordano (álbum)
Filippa Giordano es el álbum de debut grabado por la cantante italiana Filippa Giordano en 2000 y fue lanzado bajo la licencia de Sugar Records.

## Lista de pistas
1. «Casta Diva» (versión corta)
2. «S'apre per te il mio cuor»
3. «Vissi d'arte»
4. «Habanera»
5. «O mio babbino caro»
6. «Ave Maria, for voice & piano» (after Bach's Prelude No. 1 from the Well-
7. «La Addio del passato»
8. «Lost Boys Calling»
9. «You Are The One» (Sotto le stelle)
10. «Dissonanze» (Mondo trash)
11. «Maria» (by the sea)
12. «Casta Diva» (versión extendida)

## Listas
| País           | Certificación | Ventas   |
| -------------- | ------------- | -------- |
| Japón RIAJ     | Oro           | 100 000+ |
| Australia ARIA | Oro           | 35 000+  |

- Datos: Q5861970